# Trusina (župa)
Trusina je bila srednjovjekovna županija Humske zemlje. Na sjeveru je graničila sa župom Nevesinje, na zapadu sa župom Dubravom, a na jugu sa župom Dabar. Prvi spomen datira 1468. U ranom srednjem vijeku bila je u sastavu Humske kneževine. Za vrijeme uspona Pavla I. i Mladina II. Bribirskih potkraj 13. i u prvoj polovici 14. stoljeća područje te županije bilo je pod njihovom vlašću. Od 1326. do prve polovice 15. st. vlast u toj županiji imala je bosanska vladarska dinastija Kotromanić, a potom velikaška obitelj Kosače, do osmanskog osvojenja 1465.